# A Wreath of Orange Blossoms
A Wreath of Orange Blossoms é um filme mudo norte-americano de 1911 em curta-metragem, do gênero romance, dirigido por D. W. Griffith e Frank Powell.